# Isabel Pérez Montalbán
Isabel Pérez Montalbán (* 1964 in Córdoba) ist eine spanische Dichterin. Ihre Werke werden zur Poesía de la conciencia (Poesie des Gewissens) gezählt.
Isabel Pérez Montalbán studierte Pädagogik und Kommunikationswissenschaften. Sie lebt derzeit in Málaga. 
Sie nahm an großen Literaturfestivals wie der Semana de Poesía de Barcelona (2007) teil.

## Preise
- Jugendliteraturpreis der Stadt Málaga, 1992, für No es precisa la muerte
- Literaturpreis Barcarola, 1995, für Puente levadizo
- Literaturpreis Leonor, 2000, für Los muertos nómadas

## Werke (Poesie)
- No es precisa la muerte (Málaga, 1992).
- Pueblo nómada (Málaga, 1995).
- Fuegos japoneses en la bahía (Málaga, 1996)
- Puente levadizo (Albacete, 1996)
- Cartas de amor de un comunista (Valencia, 2000)
- Los muertos nómadas (Soria, 2001)
- De la nieve embrionaria (Montilla, 2002).
- El frío proletario (Málaga, 2002).
- Siberia propia (Madrid, 2007)

## Belege
1. ↑  http://cordobapedia.wikanda.es/wiki/Isabel_P%C3%A9rez_Montalb%C3%A1n